# Hands (m-floの曲)
『Hands』（ハンズ）は、2000年2月16日にリリースされたm-flo通算5枚目のシングルである。

## 解説
- 2000年2月23日にリリースされたファースト・アルバム『Planet Shining』の先行シングルとしてリリースされたm-floのマキシシングル。軽快なピアノ、ストリングス、ハープの音が独自の浮遊感を醸しだしている。
- カップリング曲の「So You Say」はアルバム未収録のままであったが、2006年7月26日に発売したアルバム『m-flo inside -WORKS BEST II-』のディスク2に2分29秒という通常の曲の半分程度のショートバージョンが収録された、
- 映画『デスノート』のトリビュート・アルバム『DEATH NOTE TRIBUTE』に収録されている。

## 収録曲
1. Hands
  - 映画『デスノート』のトリビュート・アルバム『DEATH NOTE TRIBUTE』の3枚目に収録されている。
2. Hands readymade JBL mix 2000 by Yasuharu Konishi
  - 小西康陽がリミックスを務めている。リミックスアルバム『The Replacement Percussionists』(2000年) に収録されている。
3. So You Say
  - アルバム未収録曲だったが『m-flo inside -WORKS BEST II-』Disc2 MIX CDに収録
4. Hands <Instrumental>
5. So You Say <Instrumental>

## カバー
- ICONIQ（2011年、アルバム『m-flo TRIBUTE 〜stitch the future and past〜』）